# Корчагино (Ярославская область)
Корчагино — деревня в Даниловском районе Ярославской области. Входит в состав Дмитриевского сельского поселения.

## География
Находится в северо-восточной части Ярославской области на расстоянии приблизительно 18 км на юг по прямой от железнодорожного вокзала города Данилова, административного центра района.

## История
Деревня была отмечена еще на карте 1798 года. В 1859 году здесь (деревня Даниловского уезда Ярославской губернии) было учтено 15 дворов, в 1898 — 15.

## Население
Численность населения: 72 человек (1859 год), 10 (русские 100 %) в 2002 году, 4 в 2010.